# Scopula spissitarsata
Scopula spissitarsata är en fjärilsart som beskrevs av W. Warren 1899. Scopula spissitarsata ingår i släktet Scopula och familjen mätare. Inga underarter finns listade.